# Силла, Арман-Маршалл
Арман-Маршалл Силла (род. 13 июля 1994; Минск, Беларусь) — белорусский тхэквондист, двукратный чемпион Европы, двукратный чемпион Европы среди молодёжи, многократный чемпион Беларуси.

## Спортивная биография
Его отец гвинеец по национальности, а мать из Беларуси. Родился и вырос в Минске. Здесь же в 6 лет он начал заниматься тхэквондо в минской городской СДЮШОР профсоюзов по борьбе. С 2008 году Силла стал участвовать в юношеских международных соревнованиях. В 2009 году Арман продолжил своё обучение в Республиканском государственном училище олимпийского резерва.
В 2010 году Силла принял участие в своём первом взрослом чемпионате Европы, но уже в первом поединке уступил киприоту Андреасу Стиляну. В 2012 году Арман стал чемпионом Европы среди юниоров, а затем в течение двух лет становился золотым призёром молодёжного первенства Европы. Также с 2012 года Силла каждый год становился чемпионом Белоруссии в категории свыше 87 кг. На чемпионате Европы 2014 года в Баку белорусский тхэквондист дошёл до финала, где довольно уверенно со счётом 8:2 победил хорвата Ведрана Голеца. В 2015 году на чемпионате мира 2015 года в Челябинске Силла выбыл на стадии 1/8 финала, уступив американцу Стивену Ламбдину.
В январе 2016 года Арман выступил на европейской олимпийской квалификации, которая проходила в турецком Стамбуле. По итогам турнира Силла занял второе место, уступив в финале британцу Махаме Чо. Тем не менее этого результата оказалось достаточно, чтобы завоевать олимпийскую лицензию и принести первое в истории Беларуси участие тхэквондиста в летних Олимпийских играх.